# Sân bay quốc tế Douala
Sân bay quốc tế Douala (IATA: DLA, ICAO: FKKD) là một sân bay quốc tế nằm cách thành phố Douala của Cameroon 10 km. Đây là sân bay tấp nập nhất quốc gia này.

## Các hãng hàng không và các tuyến điểm
- Afriqiyah Airways (Cotonou, Tripoli)
- Air France (Paris-Charles de Gaulle)
- Air Ivoire (Abidjan, Cotonou)
- Air Service Gabon (Libreville, N'Djamena)
- Bellview Airlines (Johannesburg, Lagos, Libreville, Port Harcourt)
- Benin Golf Air (Cotonou, Malabo)
- Brussels Airlines (Brussels)
- Cameroon Airlines (Abidjan, Bamako, Bangui, Brazzaville, Cotonou, Dakar, Dubai, Garoua, Johannesburg, Kinshasa, Lagos, Libreville, Malabo, N'Djamena, Paris-Charles de Gaulle, Pointe-Noire, Garoua, Maroua, Ngaoundéré, Yaoundé)
- CEIBA Intercontinental (Bata, Libreville, Malabo)
- Compagnie Aerienne du Mali (Bamako, Libreville, Lome, Ouagadougou)
- Ethiopian Airlines (Addis Ababa, Libreville)
- Hewa Bora Airways (Kinshasa, Lagos, Lome)
- Ivoire Airways (Libreville, Port Gentil)
- Kenya Airways (Abidjan, Nairobi)
- National Airways Cameroon (Garoua, Maroua, Yaounde)
- Royal Air Maroc (Casablanca, Brazzaville)
- SCD Aviation (Libreville, Port Gentil)
- Swiss International Air Lines (Zürich)
- TAAG Angola Airlines (Bangui, Brazzaville, Luanda, Pointe-Noire)
- Toumaï Air Tchad (Bangui, Brazzaville, N'Djamena, Libreville, Lome)
- Trans Air Congo (Brazzaville, Pointe-Noire)
- Turkish Airlines (Istanbul-Ataturk) [sắp tới]

## Tai nạn và sự cố
- 4 tháng 3 năm 1962: Chuyến bay sô 153 của Caledonian Airways
- 5 tháng 5 năm 2007: Chuyến bay 507 của Kenya Airways